# 4562 Poleungkuk
A 4562 Poleungkuk (ideiglenes jelöléssel 1979 UD2) a Naprendszer kisbolygóövében található aszteroida. A Bíbor-hegyi Obszervatórium fedezte fel 1979. október 21-én.